# Império do Espírito Santo da Rua do Conde Sieuve de Meneses
O Império do Espírito Santo da Rua do Conde Sieuve de Meneses também conhecido pela forma mais simples de apenas Império Conde Sieuve de Meneses é um Império do Espírito Santo português que se localiza na freguesia açoriana de São Pedro, concelho de Angra do Heroísmo, ilha Terceira, arquipélago dos Açores.
Este Império do Espírito Santo tem a sua fundação no século XX mais precisamente no ano de 1989.